# Rušilački udarci (2000.)
Rušilački udarci je "izgubljeni" film Bore Lee-ja.
Ovaj film prikazan je premijerno u prepunoj dvorani sinjskog kina da bi ga neki njegov poznanik odnio doma i do danas ga nije vratio. Film sadrži legendarnu scenu Borinog skoka u Cetinu s 5-metarskog mosta kao i romansu s Mirom Lee koja se nije pojavljivala u kasnijim filmovima.